# (62128) 2000 SO1
(62128) 2000 SO1 es un asteroide perteneciente al cinturón de asteroides, región del sistema solar que se encuentra entre las órbitas de Marte y Júpiter, descubierto el 18 de septiembre de 2000 por el equipo del Lincoln Near-Earth Asteroid Research desde el Laboratorio Lincoln, Socorro, Nuevo México, Estados Unidos.

## Designación y nombre
Designado provisionalmente como 2000 SO1. 

## Características orbitales
2000 SO1 está situado a una distancia media del Sol de 3,146 ua, pudiendo alejarse hasta 3,851 ua y acercarse hasta 2,441 ua. Su excentricidad es 0,224 y la inclinación orbital 26,673 grados. Emplea 2038,14 días en completar una órbita alrededor del Sol.
Los próximos acercamientos a la órbita de Júpiter ocurrirán el 28 de junio de 2075, el 9 de junio de 2086 y el 3 de diciembre de 2181.
Pertenece a la familia de asteroides de (31) Euphrosyne.

## Características físicas
La magnitud absoluta de 2000 SO1 es 12,39. Tiene 23,166 km de diámetro. Su albedo se estima en 0,063.